# Enrico Onufrio
Enrico Onufrio (Palermo, 14 novembre 1858 – Erice, 28 settembre 1885) è stato un poeta, scrittore e giornalista italiano.

## Biografia
Nato in una famiglia borghese di Palermo, figlio di Andrea Onufrio, artista, antiquario e mobiliere, e di Cristina Lionti, ricoprì un importante ruolo nel panorama letterario siciliano, nonostante la sua breve vita. Ardito polemista del sommarughiano giornale "La Farfalla", di cui era comproprietario e difensore di Émile Zola, si lancia nella lotta esplosa  con le polemiche sul realismo, con un famoso articolo comparso nel 1877 dal titolo Il realismo in arte. Le sue  sono posizioni zoliane, del resto, in occasione della rappresentazione italiana di Thérèse Raquin, lodò quel tentativo teatrale la cui formula è a suo avviso riuscita.
Nel suo romanzo L'ultimo borghese non è difficile scorgere il segno del documentarismo dell'autore di Germinale, o un richiamo alla teoria dell'ereditarietà.
Ma non solo il caposcuola dei naturalisti fu apprezzato dall'Onufrio, egli approfondì gli studi anche sul Charles Baudelaire, sul Bourget e il Murger, non è un caso che due fra i temi principali del romanzo siano l'antiparlamentarismo e la noia, che ricordano un miserabile sottobosco clientelare, di alcune pagine del romanzo Sua eccellenza Gustavo Colline del Murger.
L'Onufrio, del resto, interpretò un ruolo fondamentale nel processo di sprovincializzazione della cultura siciliana di quegli anni. E quando, nel 1877, si trasferì a Milano per assumere con il Sommaruga la direzione de "La Farfalla", trovò nella capitale lombarda un ambiente a lui congeniale nella scapigliatura ribelle e democratica.
Rammenti quando, in ansie,

Attorno a un focolare,

Una grande repubblica

Noi stavamo a sognare?
(da Momenti, 1878)
Ed io ti veggo chiedere,

con la voce affannosa,

Dove sono quei giovani

che pugnaron con te;

Ma tu la cerchi invano

quella folla animosa,

Ch'è fatta gente seria,

né si cura di te.
(a Garibaldi, da Momenti, 1878)

## Opere
- Le formule del bello e dell'arte, Palermo, Lorsnaider.
- Barbarie, Palermo, Gaudiano, 1877.
- Momenti, Palermo, Gaudiano, 1878.
- Metrica e poesia, Palermo, 1878.
- Albàtro, Roma, Sommaruga, 1882.
- P. Vergilius Maro, Palermo, Lorsnaider.
- La conca d'oro. Guida pratica di Palermo, Milano, Fratelli Treves, 1882.
- La Spugna di Apelle. Raccolta di novelle, Milano, Quadrio, 1882.
- L'adultera del cielo. Scene indiane del XII secolo av. C., Capitan Fracassa, 1882.
- Il sentimento della natura nel Poliziano, Palermo, Sandron, 1884.
- L'ultimo borghese, Giornale di Sicilia, 1885.

Numerosi e notevoli i suoi scritti critici, sparsi tra i più combattivi giornali dell'epoca.